# シュテットル
シュテットル（shtetl, שטעטל）とは、イディッシュ語で小都市を意味し、ドイツ語 Städtchen に相当する。シュテートル、シュテーテレともいう。
東欧の小規模のユダヤ人コミュニティーや、その総体を指す。
19世紀のアシュケナジム社会の中心をなしたのがこのシュテットルであり、イディッシュ語の文化が保持された。キリスト教徒の都市や村の中に作られたものが主だが、中にはユダヤ人（民族として見た場合）が他民族の人口を上回る地域もあった。
ドイツ語圏内のユダヤ人コミュニティー―例えばドイツやアルザス地方でもシュテットルということばを使うこともある。
これらの都市・村には、キリスト教徒による名称のほかに、イディッシュ名があった。

## 主なシュテットル
- ラトビア
  - ダウガフピルス

- リトアニア
  - ユルバルカス

- ベラルーシ
  - フロドナ（グロドノ）
  - ヴィーツェプスク（ヴィテプスク）
  - ブレスト（ブリスク）

- ポーランド（ポーランド国内の主要な街のほとんどにはシュテットルがあった）

- 東ガリツィア（現在ウクライナ）、ウクライナ
- ガリツィア
  - ベールズ
  - ブロディ
  - ドローホブィチ
  - ブーチャチ（英語版）
  - チョルトキウ（チョルトクフ）
  - ブダニウ（英語版）
  - ゾーロチウ
  - コロムィーヤ
  - ズバラジ（英語版）
  - ズボーリウ（英語版）
- ヴォリニア
  - ベルドィーチウ（英語版）
- ウクライナ
  - メジビジ（英語版）
  - ブラーツラウ（ブレスロフ派（英語版）の中心地）
  - ウマン
- ブコヴィナ
  - ヴィージュヌィツャ（英語版）
  - en:Ruzhyn (UTS)（サダグラ派（英語版））
  - （en:Sadhora）

以上の地域は旧ポーランド・リトアニア共和国の地方であった。
- ハンガリー
  - ムカチェヴォ
  - シャートルアイヤウーイヘイ（英語版）（サトマール派（英語版）の中心地）

その他、多数のユダヤ教徒人口を抱えていた大都市（ここにも旧ポーランド・リトアニア共和国の都市が多く含まれる）
- ミンスク
- マヒリョウ
- ウィーン （改革派のシナゴーグがある）
- ブダペシュト （別名ユダペシュト Judapest。改革派のシナゴーグがある）
- グロースヴァルダイン
- レンベルク （現リヴィウ、「ガリチアのエルサレム」）
- チェルノヴィッツ （現チェルニウツィー、「ブコヴィナのエルサレム」）
- ヴィリニュス （学問の中心。「リトアニアのエルサレム」）
- オデッサ
- キシナウ
- ヤシ

- アントウェルペン（「西のエルサレム」）